# مخيم العيون للاجئين
مخيم العيون للاجئين هو أحد مخيمات اللاجئين الصحراويين الواقع في ولاية تندوف جنوب غرب الجزائر، ويقع على بعد 5 أميال (حوالي 10 كم) من مدينة تندوف.
وفقًا لإحصاءات المفوضية السامية للأمم المتحدة لشؤون اللاجئين لعام 2003، بلغ عدد سكان المخيم 36,675 لاجئًا صحراويًا. تشير تقديرات الهلال الأحمر الجزائري إلى أن حوالي 39 ألف لاجئ صحراوي يعيشون في هذا المخيم.

## الخلفية والتسمية
تم تسمية مخيم اللاجئين باسم العيون نسبة إلى مدينة العيون في الصحراء الغربية. تتحمل الجمهورية العربية الصحراوية الديمقراطية مسؤولية الأمور المتعلقة بسكان المخيم، بينما لم تعترف حكومة الجزائر رسميًا بحقوق اللاجئين الصحراويين الذين تستضيفهم.
تأسس المخيم بعد النزاع الذي اندلع سنة 1975 في الصحراء الغربية وجنوب المغرب، حيث اضطر العديد من السكان اللجوء إلى الجزائر هربًا من الحرب إلى مكان أكثر أمان. تم إنشاء مخيم اللاجئين بعد فترة وجيزة من إنشاء مخيم رابوني، إلى جانب مخيم السمارة، وفيما يتعلق بالمخيم، صرح رئيس بلدية مخيم العيون بأن "المنازل ليست دائمة، والشوارع غير معبدة، ولم يتم تركيب أنابيب المياه"، وأن "لا شيء يناسب وصف المخيم بالمدينة".

## المرافق والخدمات
يتضمن المخيم سوق مركزي يضم 20 أو 30 متجرًا، بالإضافة إلى سوق مركزي في محيطها الغربي يخدم المخيم بأكمله.